# Resolució 1132 del Consell de Seguretat de les Nacions Unides
La Resolució 1132 del Consell de Seguretat de les Nacions Unides fou adoptada per unanimitat el 8 d'octubre de 1997. Després d'expressar la seva preocupació per la situació a Sierra Leone, el Consell, en virtut del Capítol VII de la Carta de les Nacions Unides, va imposar al país un embargament d'armes i de petroli.

## Antecedents
Una sèrie de governs militars van ocupar el poder a Sierra Leone i hi va haver violència al país i a la frontera amb Libèria. El Front Revolucionari Unit (RUF) va establir un govern militar, però a causa de la pressió internacional i les demandes populars que es van celebrar eleccions el 1996, que van acordar lliurar el poder a un govern civil. Ahmad Tejan Kabbah va guanyar les eleccions, i es va signar l'acord de pau d'Abidjan entre el RUF i el Partit Popular de Sierra Leone. L'acord es va trencar posteriorment, i el govern civil va ser derrocat i va ser reemplaçat per una junta militar. Posteriorment va ser destituït pel Grup de Monitorització de la Comunitat Econòmica dels Estats d'Àfrica Occidental i es va restaurar el govern civil. After further violence, the civil war ended in 2002.

## Resolució
El president del Consell de Seguretat de les Nacions Unides havia condemnat anteriorment el cop d'Estat a Sierra Leone i la Comunitat Econòmica dels Estats de l'Àfrica Occidental (ECOWAS) havia imposat sancions a la junta. Es va reafirmar l'acord d'Abidjan com a base per la pau, la seguretat i la reconciliació. Va deplorar la negativa de la Junta a adoptar mesures per restablir el govern elegit democràticament, i estava preocupat pel nivell de violència al país.
Actuant en virtut del Capítol VII, el Consell de Seguretat va exigir que la Junta renunciés al poder i cessés tots els atacs i la violència al país, de manera que l'ajuda humanitària es pogués lliurar a la població civil. A continuació, es van imposar sancions al govern militar de Sierra Leone, incloses una prohibició de viatjar als membres de la junta i les seves famílies immediates i un embargament de petroli i armes. Es va establir un comitè per gestionar aquestes sancions, suggerir maneres de millorar la seva eficàcia i informar periòdicament al Consell sobre l'aplicació de les sancions. Qualsevol compra de petroli amb finalitats humanitàries havia de ser aprovada pel Comitè. També va autoritzar, sota el capítol VIII de la Carta de les Nacions Unides, l'ECOWAS i el govern legítim de Sierra Leone per cooperar amb l'aplicació de la resolució actual.
Es va decidir llavors que, si les mesures no s'haguessin acabat en els 180 dies, es duria a terme una revisió exhaustiva, incloent si la Junta havia complert la resolució actual. Es va demanar al Secretari General Kofi Annan que presentés un informe en un termini de 15 dies a partir de l'aprovació de la resolució actual que detallés la situació humanitària a Sierra Leone i el compliment de la Junta, i posteriorment cada 60 dies.